# Wolfram Viefhues
Wolfram Viefhues (* 1950) ist ein deutscher Jurist. 

## Leben
Viefhues studierte Rechtswissenschaften an der Ruhr-Universität Bochum und war dort während seines Referendariats als Lehrbeauftragter tätig. 1976 wurde er zum Richter ernannt und war am LG Krefeld, am AG Krefeld, am LG Duisburg sowie am AG Wesel beschäftigt. Er war von 1980 bis 2015 Richter am Amtsgericht Oberhausen und als solcher seit 1993 an das IT-Dezernat des Oberlandesgerichts Düsseldorf abgeordnet. Im Jahr 1993 promovierte er an der Universität des Saarlandes über die Methodik der vergleichenden Untersuchung von Justizsoftware.
Nebenamtlich ist Viefhues seit 1978 an der Universität Bochum tätig, außerdem lehrte er von 1985 bis 1995 an der Fachhochschule für öffentliche Verwaltung Nordrhein-Westfalen in Duisburg. In der nordrhein-westfälischen Landesjustizverwaltung wirkt er im Bereich der EDV-Entwicklung mit und ist an mehreren EDV-Arbeitsgruppen in der Landesjustiz beteiligt, unter anderem als Leiter des Projekts zum elektronischen Rechtsverkehr in Familiensachen.
Viefhues ist Autor mehrere Fachaufsätze mit den Schwerpunkten EDV-Recht sowie Familienrecht, außerdem ist er Mitherausgeber der Zeitschrift für Familien- und Erbrecht (ZFE). Er gehört neben Anke Morsch und Marie Luise Graf-Schlicker dem geschäftsführenden Vorstand des Deutschen EDV-Gerichtstags an.

## Veröffentlichungen
- Methodik der vergleichenden Untersuchung von Justizsoftware. Elwert, Marburg 1994. ISBN 3-7708-1031-7
- Winword für Juristen. Verlag C.H. Beck, München 1994. ISBN 3-406-37738-6
- Rund ums Auto. Deutscher Taschenbuch-Verlag, München 1996. ISBN 3-423-51007-2
- Heiraten – oder nicht? Deutscher Taschenbuch-Verlag, München 1996. ISBN 3-423-51006-4
- Juristische Grundkurse. Bd. 9., Strafrecht, besonderer Teil (1). Richter-Verlag, Dänischenhagen 1997.
- Juristische Grundkurse. Bd. 12., Strafrecht, besonderer Teil (2). Richter-Verlag, Dänischenhagen 1999.
- Juristische Grundkurse. Bd. 17., Strafrecht, besonderer Teil (3). Richter-Verlag, Dänischenhagen 2000.
- Fehlerquellen im familiengerichtlichen Verfahren. ZAP Verlag für die Rechts- und Anwaltspraxis, Recklinghausen 2003. ISBN 3-89655-132-9
- Familienrecht. Ein Leitfaden für die steuer- und wirtschaftsberatenden Berufe. Verlag Neue Wirtschafts-Briefe, Herne, Berlin 2004. ISBN 3-482-52891-8
- (Hrsg.:) Juris PraxisKommentar BGB. Band 4, Familienrecht. Juris, Saarbrücken 2005. ISBN 978-3-938756-35-5
- ADVOxtra Verkehrsrecht. Verlag O. Schmidt, Köln 2005. ISBN 3-504-90101-2
- Vorsorge treffen für das neue Unterhaltsrecht. ZAP Verlag für die Rechts- und Anwaltspraxis, Münster 2006. ISBN 978-3-89655-230-3
- Kommentar zum Familienverfahrensrecht. ZAP Verlag für die Rechts- und Anwaltspraxis, Münster 2009. ISBN 978-3-89655-412-3.